# Penal
Penal is een plaats in Trinidad en Tobago en is de hoofdplaats van de regio Penal - Debe.
Penal telt naar schatting 5000 inwoners.